# Robak komputerowy
Robak komputerowy – samoreplikujący się program komputerowy, podobny do wirusa komputerowego.
Główną różnicą między wirusem a robakiem jest to, że podczas gdy wirus potrzebuje nosiciela – zwykle jakiegoś pliku wykonywalnego (chociaż istnieją wirusy pisane w językach skryptowych podczepiające się pod dokument lub arkusz kalkulacyjny), który modyfikuje doczepiając do niego swój kod wykonywalny, to robak jest pod tym względem samodzielny, a rozprzestrzenia się we wszystkich sieciach podłączonych do zarażonego komputera poprzez wykorzystanie luk w systemie operacyjnym lub naiwności użytkownika. Oprócz replikacji, robak może pełnić dodatkowe funkcje, takie jak niszczenie plików, wysyłanie poczty (z reguły spam) lub pełnienie roli backdoora lub konia trojańskiego.
Współczesne robaki potrafią uzupełniać i zmieniać swoją funkcjonalność pobierając z sieci dodatkowe moduły. Posiadają również możliwość zdalnego sterowania dalszym działaniem, tworząc botnety. Najczęściej dystrybuowane (np. rozsyłane za pomocą poczty elektronicznej) w postaci tzw. downloaderów – względnie prostych i małych programów, których jedynym zadaniem jest skomunikowanie się z „centrum operacyjnym” (np. za pomocą kanału IRC) i pobranie dodatkowych modułów.

## Historia
Komputerowa nazwa robak wzięła się z powieści science fiction Na fali szoku (1975), której autorem jest John Brunner. W tej powieści Nichlas Haflinger projektuje i uruchamia robaka gromadzącego dane, by zemścić się na wpływowych ludziach, prowadzących krajową elektroniczną sieć informacyjną, która ma na celu utrzymywać zgodność danych. „Wypuściliście do sieci największego robaka, jaki kiedykolwiek istniał, i ten robak automatycznie sabotuje wszelkie próby monitorowania rozmów z dziewięcioma dziesiątkami” oraz „Nigdy dotąd nie było robaka o tak twardej głowie i tak długim ogonie. On sam się rozbudowuje, rozumie pan?”. Pierwsze robaki Creeper i Reaper pojawiły się w 1971 i 1972 w sieci ARPANET.
Pierwszym robakiem sieci Internet był Robak Morrisa, napisany przez Roberta Tappana Morrisa Jr. Robak ten, składający się z trzech tysięcy linii kodu został wypuszczony „na wolność” 2 listopada 1988 i w ciągu kilku godzin spowodował paraliż ok. sześciu tysięcy komputerów; oszacowano iż liczba ta stanowiła ok. 10% wszystkich komputerów, podłączonych do sieci. Podczas procesu odwoławczego Morrisa amerykański Sąd Apelacyjny oszacował koszt usunięcia wirusa z każdej maszyny na 200 – 53000 USD; praca ta skłoniła do utworzenia Centrum Koordynacji CERT i tzw. "listy fagów" (ang. "Phage list"). Sam Morris stał się pierwszą osobą osądzoną i skazaną na podstawie ustawy o oszustwach i nadużyciach komputerowych z 1986.
Na początku kwietnia 2004 miała miejsce „wojna” między autorami robaków NetSky, Beagle i MyDoom. Beagle i MyDoom zostały stworzone z myślą o botnetach służących do wysyłania spamu, NetSky natomiast próbował odinstalowywać pozostałe dwa. W krótkim czasie powstało kilkadziesiąt wersji każdego z nich.

## Szkody
Każdy kod zaprojektowany w celu zrobienia więcej niż rozprzestrzeniania robaka jest zwykle określany mianem payload (pol. "ładunek"). Typowe złośliwe ładunki mogą usuwać pliki w systemie hosta (jak np. Robak ExploreZip), szyfrować pliki podczas ataku ransomware lub ekstrahować dane, takie jak poufne dokumenty lub hasła.
Prawdopodobnie najczęstszym ładunkiem robaków jest instalacja tzw. backdoora. Dzięki temu komputer może być zdalnie kontrolowany przez autora robaka jako "zombie". Sieci takich maszyn są często nazywane botnetami i są bardzo często wykorzystywane do różnych złośliwych celów, w tym do wysyłania spamu lub przeprowadzania ataków typu DoS.